# Shunde
Shunde, även romaniserat Shuntak, är ett stadsdistrikt i staden Foshan i provinsen Guangdong i södra Kina
Shunde var en stad på häradsnivå fram till 2002, då det blev ett stadsdistrikt i Foshan.
Orten ska inte förväxlas med den likalydande prefekturen Shunde, som var belägen i nuvarande Xingtai i Hebei-provinsen.

## Administrativ indelning
Shunde är indelat i fyra stadsdelsdistrikt och sex köpingar.
Stadsdelsdistrikt (jiedao):

- Daliang (大良街道)
- Leliu (勒流街道)
- Lunjiao (伦教街道)
- Ronggui (容桂街道)

Köpingar (zhen):

- Beijiao (北滘镇)
- Chencun (陈村镇)
- Jun'an (均安镇)
- Lecong (乐从镇)
- Longjiang (龙江镇)
- Xingtan (杏坛镇)